# Harlem Shake (utwór)

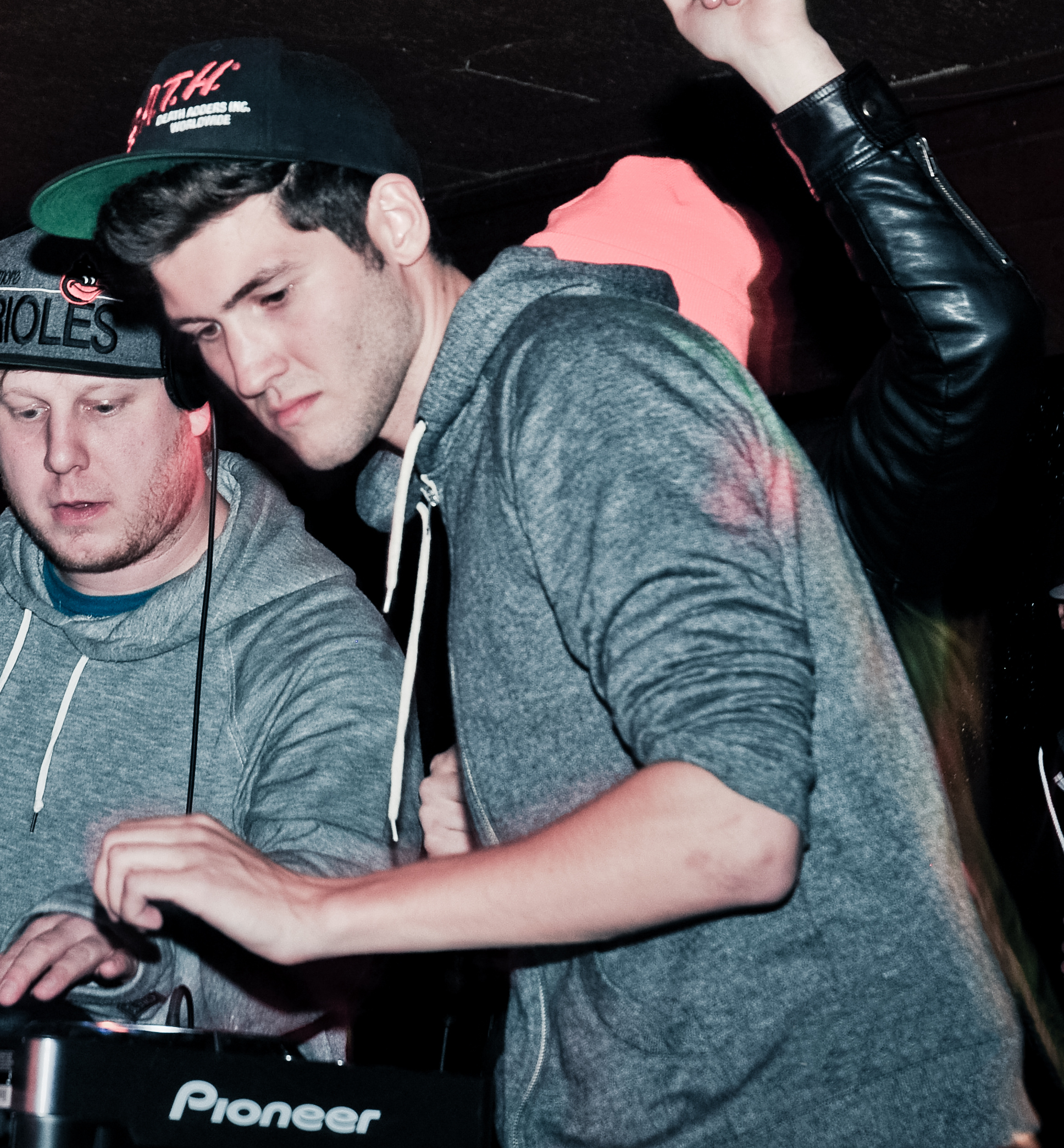
Dj Baauer w 2012 r.

Harlem Shake – utwór amerykańskiego muzyka i producenta Dj Baauera. Początkowo wydany został jako darmowy singiel przez wytwórnię Mad Decent 22 maja 2012 r. 8 stycznia 2013 r. jego komercyjna wersja pojawiła się w serwisie iTunes.
Singiel przez dłuższy czas sprzedawał się dość przeciętnie. Prawdziwą popularność zaczął zdobywać po tym, jak w lutym 2013 r. vlogger Filthy Frank znany na YouTube jako DizastaMusic, wrzucił do sieci pierwszy film z tańcem inspirowany piosenką Dj Baauera. Medialna popularność utworu spowodowała powstanie internetowego memu i zwiększyła sprzedaż singla, który przez pięć tygodni był numerem jeden na amerykańskiej liście przebojów Billboard Hot 100.

## Kompozycja
Utwór łączy w sobie nie tylko odmienne style muzyczne, ale także różne osobliwe dźwięki, które nadają jej specyficzne brzmienie. Charakteryzuje się też szybkim tempem, typowym dla hip-hopu i muzyki dance. Sama kompozycja łączy w sobie ostre werbele, mechaniczne brzmienia, sample i holenderski electro house. Andrew Ryce z Resident Advisor sklasyfikował go jako utwór hiphopowo-basowy, z kolei David Wagner z The Atlantic uznał, że to trap będący podgatunkiem muzyki stylizowanej na EMT i Southern hip hop.
Piosenka rozpoczyna się od sampla, w który kobiecy głos krzyczy „con los terroristas”, co po hiszpańsku oznacza „wraz z terrorystami”. Motyw ten został zaczerpnięty z utworu „Maldades (Remix - Los Terroristas Version)”, Héctora Delgado, który często używa tego typu elementów jako refrenu w swoich piosenkach. W 2010 r. dwaj filadelfijscy muzycy – Skinny Friedman i DJ Apt One użyli go w remixie piosenki „Con Alegría”, Gregora Salto. Baauer powiedział później, że znalazł tę wokalną próbkę gdzieś w Internecie. Z kolei sampel „do the Harlem shake” został zapożyczony z piosenki „Miller Time”, hiphopowej grupy Plastic Little. Baauer stwierdził, że ów fragment „utknął mu w głowie” po tym, jak znajomy puścił mu ten utwór.

## Sukces komercyjny

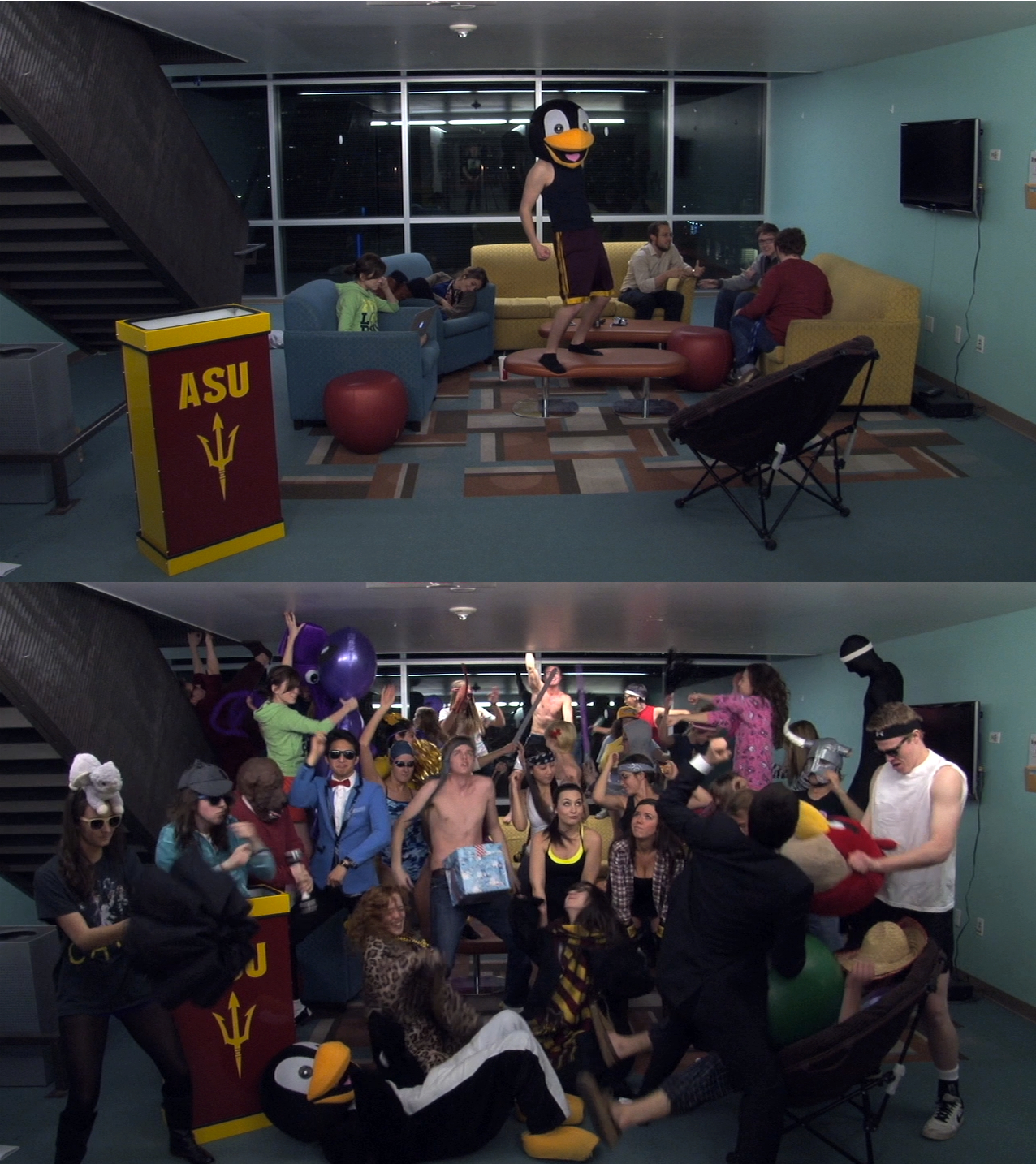
Zrzut ekranu z filmu przedstawiającego wykonanie Harlem Shake

Po tym, jak w czerwcu 2012 r. pojawiło się w sprzedaży komercyjne wydanie „Harlem Shake”, Mad Decent zleciło nagranie do niego teledysku. Jednak rezultat okazał się niesatysfakcjonujący, więc odłożono go na bok. Utwór stopniowo udostępniano w sieci, aż w końcu 8 stycznia 2013 r. wydano jego reedycję. Mimo to jego sprzedaż pozostawała nieznaczna, aż do czasu kiedy utwór pojawił się w serwisie YouTube i rozwinął w internetowy mem o tej samej nazwie. 30–sekundowe nagranie, w którym grupa ludzi tańczy w rytm muzyki Baauera, szybko zdobyła popularność i tysiące podobnych naśladowców. Magazyn Billboard określił go jako „największą wirusową sensację od czasu Gangnam Style”. Internetowa popularność przyczyniła się też do tego, że pod koniec drugiego tygodnia lutego sprzedano w serwisie iTunes 12 000 kopii utworu, tydzień później już 262 000, a 10 marca sprzedaż osiągnęła milion.
Podczas swojego debiutu na amerykańskiej liście przebojów Billboard Hot 100 piosenka znalazła się od razu na pierwszym miejscu (wcześniej dokonało tego dwadzieścia utworów). Ponadto była numerem jeden także w Australii i Nowej Zelandii, a w Wielkiej Brytanii zajęła trzecie miejsce na liście najlepszych singli.

## Naruszenie praw autorskich
Po tym jak piosenka odniosła sukces okazało się, że żaden z sampli, który w niej wykorzystano nie był zakontraktowany ani z Héctorem Delgado ani z Jaysonem Mussonem z grupy Plastic Little. W lutym 2013 r. Delgado poprzez swojego byłego managera, Javiera Gómeza oświadczył, że po tym, jak usłyszał swój sampel w piosence postanowił podjąć działania prawne. Według Gómeza wytwórnia zadzwoniła później do Delgado i tłumaczyła, że wydając singiel nie była świadoma tego, że narusza on czyjeś prawa autorskie. Dodał też, że po tej rozmowie rozpoczęły się negocjacje prawników w sprawie rekompensaty.
Inaczej wyglądała sytuacja z Mussonem, który po tym, jak dowiedział się od swojego przyjaciela z zespołu, że jego głos wykorzystano w „Harlem Shake” nazwał ją „zjawiskową”. Zadzwonił też do Baauera i podziękował mu za „zrobienie czegoś przydatnego z ich irytującej muzyki”. W udzielonym w marcu 2013 r. wywiadzie powiedział, że rozpoczął negocjacje z Mad Decent w sprawie wynagrodzenia, jednak do żadnego porozumienia jeszcze nie doszło.

## Światowe listy przebojów
| Lista (2013)                                | Pozycja |
| ------------------------------------------- | ------- |
| Australia - ARIA Charts                     | 1       |
| Austria - Ö3 Austria Top 40                 | 9       |
| Belgia - Ultratop                           | 2       |
| Dania - Tracklisten                         | 4       |
| Finlandia - Suomen virallinen lista         | 19      |
| Francja - SNEP                              | 4       |
| Hiszpania - Productores de Música de España | 26      |
| Irlandia - Irish Singles Chart              | 5       |
| Kanada - Canadian Hot 100                   | 6       |
| Niemcy - Media Control Charts               | 10      |
| Norwegia - VG-lista                         | 9       |
| Nowa Zelandia - RIANZ                       | 1       |
| Polska - Dance Top 50                       | 21      |
| Stany Zjednoczone - Billboard Hot 100       | 1       |
| Wielka Brytania - UK Singles Chart          | 3       |